# MSC Croisières
MSC Croisières est une société de navigation installée à Genève. Son propriétaire et fondateur est Gianluigi Aponte. Elle est une filiale de MSC Crociere, appartenant à la Mediterranean Shipping Company. MSC Croisières est propriétaire du voyagiste italien Bluvacanze, de la compagnie de croisière Explora Journeys, ainsi que des compagnies maritimes italiennes de ferrys SNAV et Grandi Navi Veloci.

## Concurrents
Dans ce marché du tourisme, de croisières, de voyages de ferries, MSC fait face à un certain nombre de concurrents, en Italie comme Costa Croisières, et à l'étranger, les principaux étant Carnival Cruise Lines (société du même groupe que Costa Croisières), Royal Caribbean International et Norwegian Cruise Line.

## Navires
MSC Croisières fait construire ses paquebots en France aux Chantiers de l'Atlantique de Saint-Nazaire et, depuis 2014, également aux chantiers de Fincantieri en Italie (classe Seaside). En 2025, sa flotte est composée de 23 navires. Ces paquebots sont répartis en six « classes » :
- La classe Lirica, les plus petits et plus anciens  paquebots de la compagnie (4 navires).
- La classe Musica, les paquebots de taille moyenne (4 navires).
- La classe Fantasia, évolution de la classe Musica (4 navires).
- La classe Meraviglia, paquebots à forteîs capacités d'accueil (5 navires).
- La classe Seaside, paquebots disposant de la plus grande surface extérieure (4 navires).
- La classe World, paquebots les plus gros de la compagnie (2 navires devant être suivis de 4 autres attendus pour 2026,2027,2028 et 2029).

## Histoire
Jusqu'en 2006, MSC possède quelques navires, relativement petits, de classe Lirica, construits aux chantiers de Saint-Nazaire. De 2006 à 2008, MSC inaugure trois navires de taille moyenne classe Musica.
En 2008, la société connait une croissance importante avec le lancement du premier long paquebot, de classe Fantasia. En mars 2013, la flotte compte 12 unités, soit 4 navires de chaque classe, avec une capacité totale de plus de 40 000 lits. MSC Croisières devient le numéro 3 mondial de la croisière. Le 20 mars 2014, MSC Croisière commande deux nouveaux paquebots pour un total de 1,5 milliard d'euros, avec une longueur maximale de 315 mètres pour 43 mètres de large et devant accueillir 5 700 passagers et 1 700 membres d'équipage avec 2 250 cabines. Deux mois plus tard, MSC Croisières commissionne encore deux navires de 323 mètres au chantier de Fincantieri. En 2017, MSC Croisières est la quatrième compagnie mondiale de croisières. Elle lance son premier paquebot de sa classe la plus volumineuse, Meraviglia, et inaugure la classe Seaside. En 2019, le premier bateau de classe Meraviglia Plus est construit.
En 2015, la compagnie signe un contrat de location d'une île artificielle pour 100 ans avec le gouvernement des Bahamas afin de la réaménager en un nouveau complexe touristique à l'usage des passagers de ses paquebots en croisière dans la région. MSC prévoyait de dépenser 200 millions de dollars pour l'ensemble du projet Ocean Cay, lequel commence son activité à partir de 2022.
En 2020, la crise sanitaire du Covid19 porte un coup aux affaires des compagnies de croisières, interrompant totalement leurs activités partout dans le monde pendant plusieurs mois et remettant largement en cause leurs programmes de développement et d'investissement. MSC Croisières est la première compagnie à reprendre timidement, le 16 août, une activité limitée à la Méditerranée avec un seul navire au départ de Gênes et avec un protocole de sécurité sanitaire entièrement revu. Le programme d'itinéraires pour la saison 2020-2021 est aussi entièrement repensé.
Fin 2020, MSC Croisières commande ou pense faire construire une douzaine de paquebots d'ici 2027. Ces bateaux feront partie de la classe Meraviglia Plus et des nouvelles classes Seaside Evo, World et Ultra Luxury. Avec la classe World, MSC Croisières compte encore augmenter la taille et la capacité de ses bateaux : 4 navires de 335 mètres de long, 47 mètres de large, 2 750 cabines et plus de 200 000 GT de jauge, propulsés au gaz naturel liquéfié (GNL), représentant 37 millions d’heures de travail pour le constructeur français de Saint Nazaire et ses sous-traitants, pour 4 milliards d'euros.
En janvier 2024, MSC Croisières a dû modifier de manière significative l'itinéraire de sa croisière mondiale à bord du MSC Poesia. En raison des menaces terroristes des houtis dans la région de la mer Rouge, les escales en Égypte, Jordanie et Arabie Saoudite ont été annulées. Le navire suivra désormais un itinéraire contournant la côte ouest de l'Afrique via le Cap de Bonne-Espérance avant de remonter la côte est africaine.

## Flotte actuelle
| Navire de croisière | Tableau | Classe          | Tonnage (Jauge brute) | Longueur (m) | Maître-bau (m) | Hauteur (m) | Cabines | Passagers | Équipage | Vitesse (nœuds) | Chantier naval                                                                 | Mise en service  |
| ------------------- | ------- | --------------- | --------------------- | ------------ | -------------- | ----------- | ------- | --------- | -------- | --------------- | ------------------------------------------------------------------------------ | ---------------- |
| MSC Armonia         |         | Lirica          | 65 542                | 275,25       | 28,80          | 54          | 777     | 2 087     | 765      | 21              | Chantiers de l'Atlantique (St. Nazaire)                                        | 1er juillet 2001 |
| MSC Sinfonia        |         | Lirica          | 65 542                | 275,25       | 28,80          | 54          | 777     | 2 087     | 765      | 21              | Chantiers de l'Atlantique (St. Nazaire)                                        | 19 avril 2002    |
| MSC Lirica          |         | Lirica          | 65 591                | 275,25       | 28,80          | 54          | 780     | 2 087     | 728      | 21              | Chantiers de l'Atlantique (St. Nazaire)                                        | 12 avril 2003    |
| MSC Opera           |         | Lirica          | 65 591                | 275,25       | 28,80          | 54          | 856     | 2 087     | 728      | 21              | Chantiers de l'Atlantique (St. Nazaire)                                        | 26 juin 2004     |
| MSC Musica          |         | Musica          | 89 600                | 293,8        | 32,20          | 59,64       | 1 275   | 2 550     | 987      | 23              | ex-Chantiers de l'Atlantique > Aker Yards (St. Nazaire)                        | 1er juillet 2006 |
| MSC Orchestra       |         | Musica          | 89 600                | 293,8        | 32,20          | 59,64       | 1 275   | 2 550     | 987      | 23              | ex-Chantiers de l'Atlantique > Aker Yards (St. Nazaire)                        | 14 avril 2007    |
| MSC Poesia          |         | Musica          | 92 627                | 293,8        | 32,20          | 59,64       | 1 275   | 2 550     | 1 039    | 23              | ex-Chantiers de l'Atlantique > Aker Yards (St. Nazaire)                        | 19 avril 2008    |
| MSC Magnifica       |         | Musica          | 92 627                | 293,8        | 32,20          | 59,64       | 1 275   | 2 550     | 1 039    | 23              | ex-Chantiers de l'Atlantique > STX France (STX France Cruise SA) (St. Nazaire) | 6 mars 2010      |
| MSC Fantasia        |         | Fantasia        | 137 936               | 333          | 37,9           | 66,80       | 1 637   | 3 247     | 1 313    | 22,87           | ex-Chantiers de l'Atlantique > Aker Yards (St. Nazaire)                        | 18 décembre 2008 |
| MSC Splendida       |         | Fantasia        | 137 936               | 333          | 37,9           | 66,80       | 1 637   | 3 274     | 1 313    | 22,87           | ex-Chantiers de l'Atlantique > Aker Yards (St. Nazaire)                        | 12 juillet 2009  |
| MSC Divina          |         | Fantasia        | 139 072               | 333          | 37,9           | 66,80       | 1 751   | 3 502     | 1 370    | 22,87           | ex-Chantiers de l'Atlantique > STX Europe (STX France Cruise SA) (St. Nazaire) | 26 mai 2012      |
| MSC Preziosa        |         | Fantasia        | 139 072               | 333          | 37,9           | 66,80       | 1 751   | 3 502     | 1 370    | 22,87           | ex-Chantiers de l'Atlantique > STX Europe (STX France Cruise SA) (St. Nazaire) | 23 mars 2013     |
| MSC Meraviglia      |         | Meraviglia      | 171 598               | 315          | 43             | 65          | 2 244   | 5 714     | 1 550    | 23              | ex-Chantiers de l'Atlantique STX France de Saint-Nazaire                       | 31 mai 2017      |
| MSC Seaside         |         | Seaside         | 153 516               | 323          | 41             | 72          | 2 067   | 5 179     | 1 413    | 21,3            | Fincantieri de Monfalcone                                                      | 29 novembre 2017 |
| MSC Seaview         |         | Seaside         | 153 516               | 323          | 41             | 72          | 2 067   | 5 179     | 1 413    | 21,3            | Fincantieri de Monfalcone                                                      | 4 juin 2018      |
| MSC Bellissima      |         | Meraviglia      | 171 598               | 315          | 43             | 65          | 2 244   | 5 714     | 1 550    | 23              | Chantiers de l'Atlantique de Saint-Nazaire                                     | 2 mars 2019      |
| MSC Grandiosa       |         | Meraviglia Plus | 181 541               | 331          | 43             | 65          | 2 440   | 6 334     | 1 704    | 23              | Chantiers de l'Atlantique de Saint-Nazaire                                     | 31 octobre 2019  |
| MSC Virtuosa        |         | Meraviglia Plus | 181 541               | 331          | 43             | 65          | 2 440   | 6 334     | 1 704    | 23              | Chantiers de l'Atlantique de Saint-Nazaire                                     | 1er février 2021 |
| MSC Seashore        |         | Seaside Evo     | 170 412               | 339          | 41             | 72          | 2 267   | 5 632     | 1 634    | 21,3            | Fincantieri de Monfalcone                                                      | 2021             |
| MSC World Europa    |         | World           | 215 863               | 333          | 47             | 68          | 2 626   | 6 762     | 2 138    | 21,8            | Chantiers de l'Atlantique de Saint-Nazaire                                     | 2022             |
| MSC Seascape        |         | Seaside Evo     | 170 412               | 339          | 41             | 72          | 2 267   | 5 632     | 1 634    | 21,3            | Fincantieri de Monfalcone                                                      | 2022             |
| MSC Euribia         |         | Meraviglia Plus | 184 011               | 331          | 43             | 65          | 2 440   | 6 334     | 1 704    | 23              | Chantiers de l'Atlantique de Saint-Nazaire                                     | 2023             |
| MSC World America   |         | World           | 205 700               | 333          | 47             | 68          | 2632    | 6774      | 2126     | 21,8            | Chantiers de l'Atlantique de Saint-Nazaire                                     | 2025             |

## Futurs navires
| Navire de croisière | Classe | Tonnage (Jauge brute) | Longueur (m) | Maître-bau (m) | Hauteur (m) | Cabines | Passagers | Équipage | Vitesse (nœuds) | Chantier naval                             | Prévu |
| ------------------- | ------ | --------------------- | ------------ | -------------- | ----------- | ------- | --------- | -------- | --------------- | ------------------------------------------ | ----- |
| MSC World Asia      | World  | 215 863               | 335          | 47             | 68          | 2 760   | 6 850     | 2 126    |                 | Chantiers de l'Atlantique de Saint-Nazaire | 2026  |
| MSC World Atlantic  | World  | 215 863               | 335          | 47             | 68          | 2 760   | 6 850     | 2 126    |                 | Chantiers de l'Atlantique de Saint-Nazaire | 2027  |
| World Class 5       | World  | 215 863               | 335          | 47             | 68          |         |           |          |                 | Chantiers de l'Atlantique de Saint-Nazaire | 2029  |
| World Class 6 ,     | World  | 215 863               | 335          | 47             | 68          |         |           |          |                 | Chantiers de l'Atlantique de Saint-Nazaire | 2030  |